# Actinote cedestis
Actinote cedestis är en fjärilsart som beskrevs av Jordan 1913. Actinote cedestis ingår i släktet Actinote och familjen praktfjärilar. Inga underarter finns listade i Catalogue of Life.